# フランツ・ザーフェル・フォン・ヴュルフェン
フランツ・ザーフェル・フォン・ヴュルフェン（ドイツ語: Franz Xaver Freiherr von Wulfen、ハンガリー語: Franz Xaver von Wulfen báró、1728年11月5日 - 1805年3月16日）は、オーストリアの植物学者・鉱物学者・登山家・イエズス会の司祭である。植物の新種 Wulfenia carinthiaca と新鉱物であるモリブデン鉛鉱（水鉛鉛鉱、wulfenite）の発見で知られる。

## 生涯
ベオグラードで生まれた。父親（Christian Friedrich von Wulfen）はスウェーデン系でオーストリア陸軍の高官（Feldmarschall-Leutnant, Altábornagy 「陸軍元帥中将、副元帥、皇帝選抜兵隊長中尉」）、母（márkusfalvi Máriássy család）はハンガリーの伯爵家であった。コシツェの学校を出た後、17歳でウィーンのイエズス会の学校に入り、卒業後はウィーン、グラーツ、ライバッハ、クラーゲンフルトで数学と物理学の教師を務めた。1760年代にイエズス会の活動が抑制されるようになった後もクラーゲンフルトに残り、1763年に叙階された。
23歳から熱心に植物学に取り組んだ。主に東アルプスの高地や谷の植物を研究した。植物の種の採集のためにグロースグロックナー山を歩き、オーストリア・アルプスの調査のパイオニアとなった。1781年に著書、Plantae rariorum Carinthicae を出版した。アドリア海やオランダ北部の採集旅行を行った。

## 著書
- Plantae rariores carinthiacae. V: Miscellanea austriaca ad botanicam, chemiam et historiam naturalem spectantia, vol. I (1778) str. 147-163 in vol. II (1781) str. 25-183
- Abhandlung vom Kärntner Bleispate, 1785
- Plantae rariores carinthiacae. V: Collectanea ad botanicam, chemiam et historiam naturalem, vol. I (1786) str. 186-364, vol. II (1788) str. 112-234, vol. III (1789) str. 3-166, vol. IV (1790) str. 227-348
- Descriptiones Quorumdam Capensium Insectorum, 1786
- Plantae rariores descriptae, 1803
- Cryptogama aquatica, 1803
- Flora Norica phanerogama, 1858